# Vanuatui labdarúgó-bajnokság (első osztály)
Az Port Vila Football League, más néven Telekom Vanuatu Premia Divisen, röviden TVPD, a vanuatui labdarúgás legmagasabb osztálya, amely a szigeteken belül leküzdendő távolságok miatt, a központi szigeten elhelyezkedő fővárosra, Port Vilára irányul.
A vanuatui labdarúgó-szövetség 1994-ben hozta létre a versenysorozatot, amely 8 csapat részvételével zajlik. Az első osztály bajnoka automatikus résztvevője lesz a VFF National Super League-nek, míg a ligák utolsó helyezett klubjai egy szinttel lejjebb folytatják a következő idényben. A másod- és harmadosztály győztese szintén egy szinttel feljebb lép és csatlakozik a felsőbb ligákhoz.

## Története
A szigeteken már 1983-ban indítottak labdarúgó bajnokságot, amit kisebb baráti társaságok szerveztek. Az első hivatalos nemzeti bajnokság 1994-ben került megrendezésre, amit a VFF és a FIFA is elismert. Az első osztály küzdelmeivel párhuzamosan bonyolítják le a másodosztály és a harmadosztály versenysorozatait is.
2016 óta a VFF teret biztosított a nem fővárosi csapatoknak és a szigeteken lévő, további hét regionális szervezet legjobb csapatai, a PVFL győztesével egyetemben, a VFF National Super League kupasorozatában döntik el a OFC-bajnokok ligájának indulási jogát.

## Stadionok
A bajnoki mérkőzéseknek Port Vila két stadionja, a 10 000 férőhelyes Municipal Stadion és a 6 500 főt befogadó Korman Stadion ad otthont.

## A 2017-es szezon résztvevői
| Premier League                                                                                         | First Division | Second Division |
| --- | --- | --- |
| - Amicale - Erakor Golden Star - Ifira Black Bird - Mauriki - Mauwia - Sia-Raga - Tafea - Tupuji Imere | - ABM Galaxy - Black Diamond - Kings United - North Efate United - Pango Green Bird - Seveners United - Shepherds United - Spirit 08 | - AS Ambassador - Eastern Stars - Lakotau - Lopatu - Malampa United - Narak Tegapu - Redal - Torba United - Varona - Yatel |

## Az eddigi  győztesek
Nem hivatalos bajnokság
- 1983/84 : Pango Green Bird
- 1985–88 : ismeretlen
- 1989 : Erakor Golden Star
- 1990–93 : ismeretlen

| Port Vila Football League - 1994 : Tafea - 1995 : Tafea - 1996 : Tafea - 1997 : Tafea - 1998 : Tafea - 1999 : Tafea - 2000 : Tafea - 2001 : Tafea - 2002 : Tafea - 2003 : Tafea - 2004 : Tafea - 2005 : Tafea | - 2006 : Tafea - 2007 : Tafea - 2008/09 : Tafea - 2009/10 : Amicale - 2010/11 : Amicale - 2011/12 : Amicale - 2012/13 : Amicale - 2013/14 : Amicale - 2014/15 : Amicale - 2016 : Erakor Golden Star - 2017 : Ifira Black Bird - 2018 : Tupuji Imere - 2021/22: Ifira Black Bird FC - 2022/23: Ifira Black Bird FC - 2024: Ifira Black Bird FC |

## A legsikeresebb klubok
| Csapat             | Premier League | Premier League | First Division | First Division | Second Division | Second Division |
| Csapat             | Bajnoki cím    | Második        | Bajnoki cím    | Második        | Bajnoki cím     | Második         |
| ------------------ | -------------- | -------------- | -------------- | -------------- | --------------- | --------------- |
| Tafea              | 16             | 3              | –              | –              | –               | –               |
| Amicale            | 6              | 2              | –              | –              | –               | –               |
| Erakor Golden Star | 2              | 4              | 1              | –              | –               | –               |
| Tupuji Imere       | 1              | 1              | –              | –              | –               | –               |
| Ifira Black Bird   | 1              | –              | –              | 1              | –               | –               |
| Pango Green Bird   | 1              | –              | –              | –              | –               | –               |
| Sheperds United    | –              | 2              | 1              | –              | –               | –               |
| Seveners United    | –              | –              | 2              | 1              | –               | –               |
| Mauriki            | –              | –              | 1              | –              | –               | –               |
| Mauwia             | –              | –              | 1              | –              | –               | –               |
| Narak Tegapu       | –              | –              | 1              | –              | –               | –               |
| Spirit 08          | –              | –              | 1              | –              | –               | –               |
| Yatel              | –              | –              | 1              | –              | –               | –               |
| Sia-Raga           | –              | –              | –              | 1              | –               | –               |
| Teouma Academy     | –              | –              | –              | 1              | –               | –               |
| ABM Galaxy         | –              | –              | –              | –              | 1               | –               |
| Black Diamond      | –              | –              | –              | –              | 1               | –               |